# Сармусакли
Сармусакли (на гръцки: Πεντάπολη, Пендаполи, катаревуса: Πεντάπολις, Пендаполис, до 1928 година Σαρμουσακλή, Сармусакли) е село в Гърция, дем Довища, област Централна Македония.

## География
Селото е разположено на около 15 километра югоизточно от град Сяр (Серес) в Сярското поле, в южното подножие на планината Сминица (Меникио).

## История

### Етимология
Според Йордан Н. Иванов името е от турското sarmusaklı от sarmusak, чесън. Селото в миналото е един от най-големите доставчици на зеленчуци в Сяр.

### В Османската империя
През XIX век Сармусакли е голямо гръцко дарнашко село, числящо се към Сярската кааза на Отоманската империя. Александър Синве ("Les Grecs de l’Empire Ottoman. Etude Statistique et Ethnographique"), който се основава на гръцки данни, в 1878 година пише, че в Сармусакли (Sarmoussakly) живеят 1824 гърци.
В „Етнография на вилаетите Адрианопол, Монастир и Салоника“, издадена в Константинопол в 1878 година и отразяваща статистиката на населението от 1873 година, Сармусакли (Sarmoussakli) е посочено като село със 179 домакинства, като жителите му са 85 мюсюлмани и 400 гърци.
В 1891 година Георги Стрезов определя селото като част от Сармусакликол и пише:
| „ | Сармусакли, село 3 часа на Ю от града, на пътя за Зиляхово и Драма; зарад това има ханища и няколко дюкяна. Прочут е тютюнът, който се ражда тук; може да се сравни с най-доброто качество Енидже-духани. Гръцка църква и училище. 125 къщи; 550 жители, всички дърнаци. | “ |

Според статистиката на Васил Кънчов („Македония. Етнография и статистика“) от 1900 година Сармусакли брои 1120 жители гърци. По данни на секретаря на Българската екзархия Димитър Мишев („La Macédoine et sa Population Chrétienne“) в 1905 година християнското население на Сармусакли (Sarmoussakli) се състои от 1120 жители гърци и в селото работи гръцко начално училище.
В 1909 година е построена църквата „Свети Атанасий“.

### В Гърция
През Балканската война селото е завзето от части на българската армия, но остава в Гърция след Междусъюзническата война.
По време на българското управление в годините на Първата световна война според серския околийски началник през януари 1918 година селото има 300 къщи с 1500 жители.
В 1927 година селото е прекръстено на Пендаполис.
| Име       | Име        | Ново име | Ново име | Описание                      |
| --------- | ---------- | -------- | -------- | ----------------------------- |
| Клисурица | Γλυσούρτσα | Глистра  | Γλίστρα  | местност на ЮЮИ от Сармусакли |

## Личности
Родени в Сармусакли
- Атанасиос Арамбадзис, гръцки адвокат и бизнесмен
- Василис Дзанакарис (р. 1944), гръцки писател

Починали в Сармусакли
- Павел Димитров Астарджиев, български военен деец, подпоручик, загинал през Първата световна война[12]

Свързани със Сармусакли
- Фотини Арамбадзи (р. 1974), гръцка политичка от Нова демокрация
- Вася Дзанакари (р. 1980), гръцка писателка